# Volkswagen ID.5

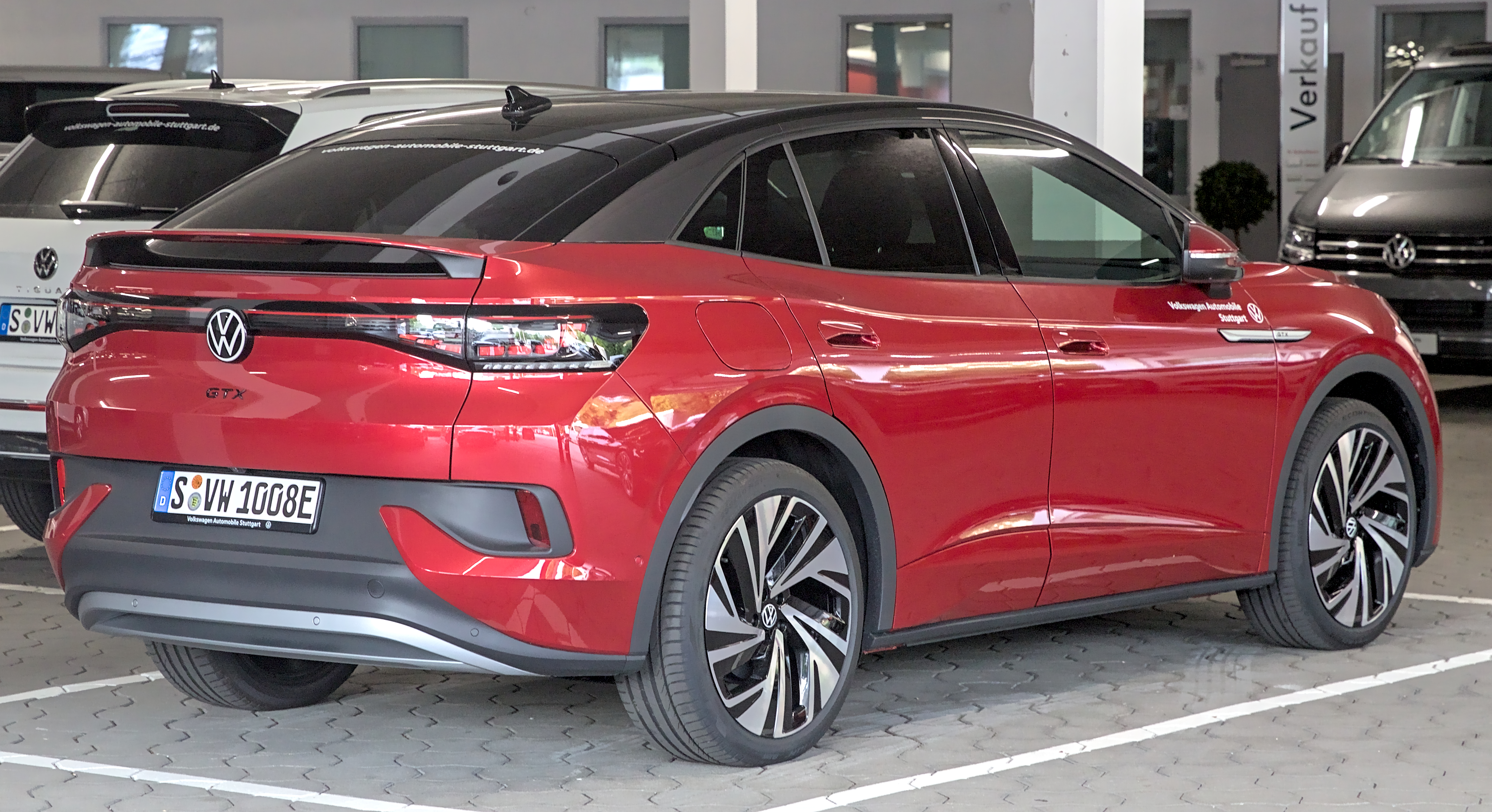
Vue arrière

La Volkswagen ID.5 est un SUV coupé électrique du constructeur automobile allemand Volkswagen commercialisé à partir de 2022. Il intègre la gamme électrique « ID. » du constructeur de Wolfsburg avec l'ID.3, et l'ID.4 dont il est la version coupé.

## Présentation
En août 2021, Volkswagen dévoile une version camouflée de la future ID.5 GTX, version sportive et haut de gamme de l'ID.5, similaire à la GTI pour la Golf. Puis une version de série mais revêtue d'une peinture de camouflage de l'ID.5 est présentée le 7 septembre 2021, en marge du salon de l'automobile de Munich.
L'ID.5 et de sa version sportive ID.5 GTX sont présentées officiellement le 3 novembre 2021, pour entrée en production à l'usine Volkswagen de Zwickau fin janvier 2022,.

## Caractéristiques techniques
L'ID.5 repose sur la plate-forme MEB dédiée aux véhicules électriques du groupe Volkswagen.

### Motorisations
Trois motorisations sont disponibles. Les versions à propulsion reçoivent un moteur électrique synchrone à aimants permanents sur l'essieu arrière de 174 ch ou 204 ch. La version à transmission intégrale est dotée de deux moteurs (Dual Motor), un sur chaque essieu, pour une puissance cumulée de 299 ch.
| ID.5                          | Pro         | Pro Performance | GTX                                     |
| ----------------------------- | ----------- | --------------- | --------------------------------------- |
| Code moteur                   |             |                 |                                         |
| Puissance moteur (kW)         | 128         | 150             | arrière : 150 avant : 80                |
| Puissance maximale (ch)       | 174         | 204             | arrière : 204 avant : 109 cumulée : 299 |
| Couple maximal (N m)          | 310         | 310             | arrière : 310 avant : 162 cumulé : 460  |
| Vitesse maximale (km/h)       | 160         | 160             | 180                                     |
| 0-100 km/h (s)                |             |                 | 6,3                                     |
| Consommation (kWh/100 km)     |             |                 |                                         |
| Transmission                  | Propulsion  | Propulsion      | Intégrale (Dual motor)                  |
| Masse à vide (kg)             |             |                 |                                         |
| Autonomie (km) - cycle WLTP   | 490         | 490             | 520                                     |
| Type de batterie              | Lithium Ion | Lithium Ion     | Lithium Ion                             |
| Capacité de la batterie (kWh) | 77          | 77              | 77                                      |
| Poids de la batterie (kg)     |             |                 |                                         |
| Temps de recharge             |             |                 |                                         |
| sur une prise domestique      |             |                 |                                         |
| sur une Wallbox 11 kW         |             |                 |                                         |
| sur une borne rapide 125 kW   |             |                 |                                         |

### Batterie
L'ID.5 est disponible avec une batterie lithium-ion d'une capacité de 77 kWh, permettant une autonomie de 490 km à 520 km selon la motorisation.

## Finitions
jusqu'en décembre 2023
- Pro
- Pro Performance
- GTX

à partir de janvier 2024
- ID.
- Life Max
- GTX